# Rahotep (chaty)
| pA | ra · Z1 | Htp | A52 |

| pA | ra · Z1 | Htp | A52 |

Rahotep (también llamado Parahotep) fue un sacerdote y escriba del Antiguo Egipto que sirvió al faraón Ramsés II. Rahotep fue nombrado chaty  del Bajo Egipto durante la segunda década del reinado de Ramsés.

## Biografía
Probablemente era originario de la zona de El Fayum, donde fue enterrado. Era el hijo del Sumo Sacerdote de Ptah Pahemnetjer durante el reinado de Seti I. Estaba casado con Heli, hija del Sumo sacerdote de Anhur, por lo que Rahotep estaba conectado con otra familia influyente.
Se ocupó de la construcción de numerosos edificios, y al final de su carrera fue nombrado Sumo sacerdote de Ptah. En las primeras investigaciones realizadas se dio por supuesto que se trataba de dos chatys diferentes, ya que se encontraron cinco vasos canopos, pero ulteriores estudios apuntan a una sola persona, aunque no hay unanumidad sobre el tema.

## Tumba
La tumba de Rahotep encontró en Sedment, a la entrada de El Fayum, y quedó destruida durante una excavación en 1921. Consistía en una capilla ricamente ornamentada con columnas, relieves y estatuas. Bajo ella se encontraba la tumba propiamente dicha, que constaba de varias cámaras funerarias, entre ellas las de Rahotep y su esposa.

## Testimonios de su época
Además de su tumba se ha encontrado una estela (llamada Estela de Prahotep) en la que se muestra adorando a Osiris con la leyenda «Una ofrenda que el rey le da (a) Osiris, Señor de la Eternidad, con el fin de que él (es decir, Osiris) podrá conceder la agradable brisa del viento al norte de Osiris, el gobernador de la ciudad y chaty Prahotep.». Rahotep viste el shenep, la amplia túnica con tirantes que fue la prenda usada por los chatys, y lleva la cabeza rapada como todos los sacerdotes. En la mano izquierda lleva un abanico, lo que muestra que tenía el título de Portador del Abanico a la derecha del Rey. Hay diez líneas de texto jeroglífico alabando a los dioses de la necrópolis menfita por el bien del Ka de Rahotep.

### Citas
1. ↑  Petrie y Brunton: op. cit., pp. 28-31
2. ↑  Andrews y Van Dijk: Stela of Prahotep, en op. cit., pp 150-152.